# Bakelit

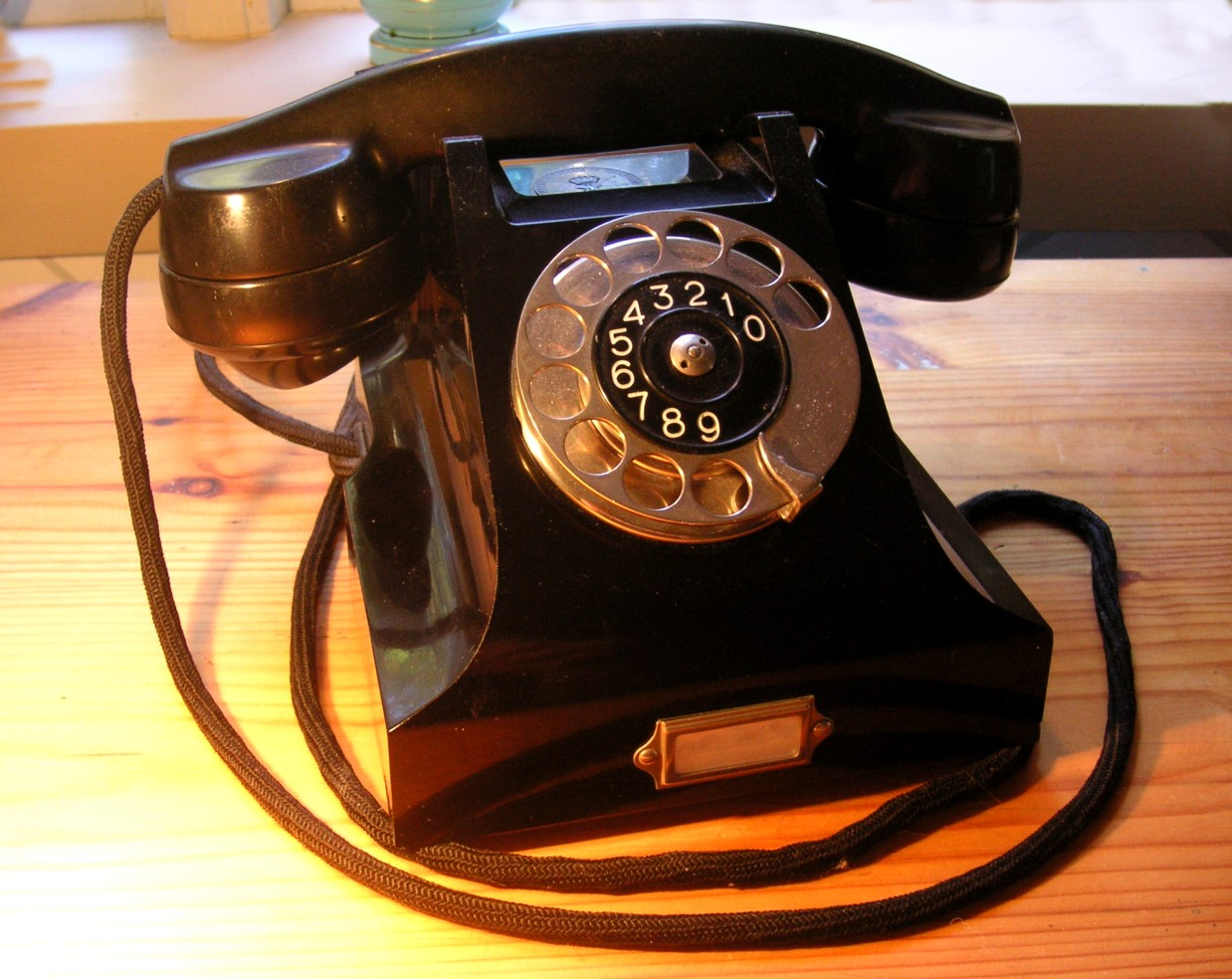
První bakelitový kryt telefonu, firma Ericsson (1931)

Bakelit je fenolformaldehydový polykondenzát (pryskyřice), který v roce 1907 jako první připravil belgický chemik Leo Hendrik Baekeland (1863–1944). Bakelite™ a Bakelit™ jsou ochranné značky německé společnosti Bakelite AG, ale samotný název „bakelit“ rychle zdomácněl v hovorové řeči jako apelativní označení víceméně všech umělých hmot.

## Historie

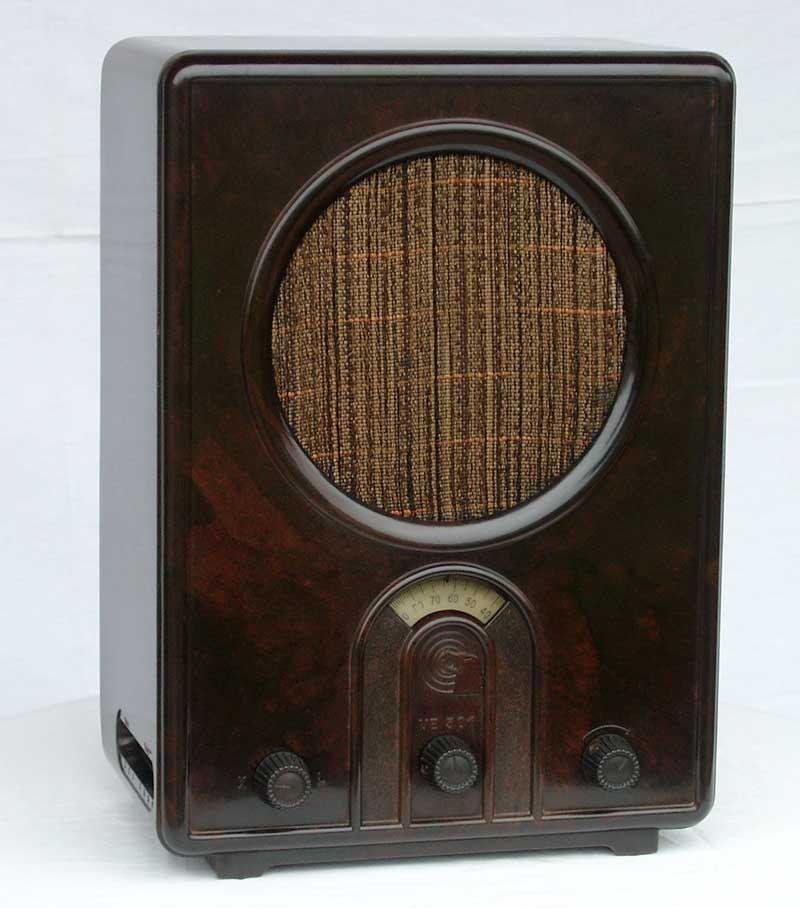
Radiopřijímač s bakelitovou skříňkou (1933)

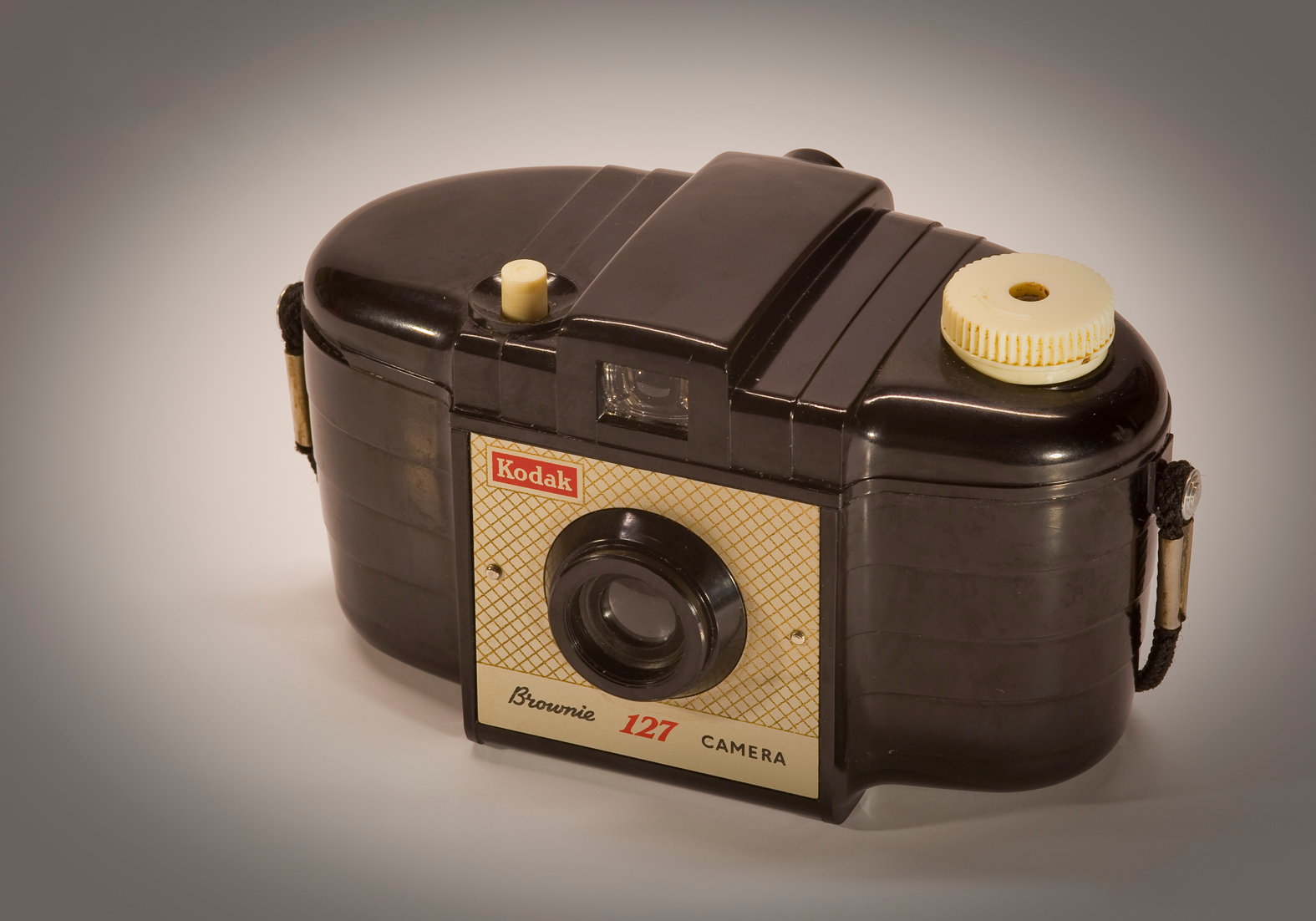
Bakelitový fotoaparát Kodak 127 (1952)

Vzorník barev bakelitových šperků (1924)

Opíraje se o výzkum německého chemika Hermanna Staudingera, který položil teoretické základy makromolekulární chemie, experimentoval Leo Baekeland v letech 1907–1909 s fenolem a formaldehydem. Zjistil, že tyto dvě sloučeniny při zvýšené teplotě navzájem exotermicky reagují za vzniku tuhého kondenzátu – pryskyřice. Také zjistil, že v této pryskyřici jsou obě sloučeniny vázané různými způsoby, čímž vytvářejí poměrně složitou prostorovou strukturu. Po oddestilování vody, která vznikla při reakci, zůstala jen měkká hmota, která se dala tvarovat pomocí forem.
Baekeland si rychle uvědomil možnosti, které bakelit nabízí a 25. května 1910 založil společně s podnikatelem J. Rütgersem společnost Bakelite GmbH ve městě Erkner nedaleko Berlína. V té době byl fenol jen odpadem při destilaci kamenného uhlí a až firma Bakelite jej začala ve velké míře využívat k výrobě bakelitu.
Bakelit se rozšířil rychle: již ve 30. letech 20. století jen v Německu existovalo více než 100 výrobců předmětů z bakelitu.
Po druhé světové válce byla firma přestěhována do města Iserlohn. V roce 1957 začala výroba fenolových pryskyřic v Duisburgu, kde se od roku 1959 vyráběly i různé epoxidové pryskyřice. Koncem 80. let odkoupila společnost Bakelite AG některé evropské společnosti a dnes produkuje více než 2000 různých plastů, čímž patří k největším výrobcům plastů na světě.

## Syntéza
Polykondenzace fenolu a formaldehydu probíhá podle následující reakce:

Část prostorové struktury bakelitu; je zesíťovaná mnoha příčnými vazbami

Po ochlazení a vytvrzení je hmota odolná vůči mechanickému poškození, teplu a kyselinám. Bakelit patří k reaktoplastům a na rozdíl od termoplastů (např. polyethylen, celuloid) ho po ochlazení není možné opětovným zahřátím tvarovat. Vzniklý bakelit má vždy tmavohnědou až černou barvu a na světle postupně tmavne. Při lisování výrobků z bakelitu se do hmoty většinou přidávají různé příměsi, například dřevná nebo kamenná moučka, textilní vlákna atd.

## Využití

### Historie
Bakelit měl v minulosti široké využití. K základní hnědočerné barvě byly již od roku 1924 nabízeny pestré barvy, jež našly využití zejména ve šperku (náramky tzv. bangle na Dálném Východě) a barva slonové kosti (telefony, dekorativní plastika).  v domácnostech: kuchyňské přístroje a nádoby, cestovní soupravy nádobí a náčiní, kryty telefonů, rádií, fotoaparátů i kamer,  ozdobné předměty, bižuterie, hračky, kliky, lampy, dózy a krabičky aj.). Užíval se také k výrobě kancelářských potřeb (kalamáře, penály, násadky per, kolébky na piják, pouzdra razniček), elektroinstalačního materiálu (vypínače, zásuvky, zástrčky aj.). O výzkum bakelitu a designových výrobků z bakelitu se zasloužila belgická inženýrka chemie Monika Bucquoyeová (1948–2022). 

### Současnost
- Bakelit dosud slouží k výrobě technických předmětů, u kterých je důležitá odolnost vůči teplotě, ohnivzdornost a chemická odolnost.  Předměty vyrobené z bakelitu přibližně do 80. let 20. stol. v elektrorozvodech některých domů dosud slouží a jsou díky osobitému designu a historickému významu také často vyhledávanými sběratelskými předměty.
- Šperky z bakelitu zhotovuje český výtvarník Petr Vogel.

## Muzea a sbírky bakelitu

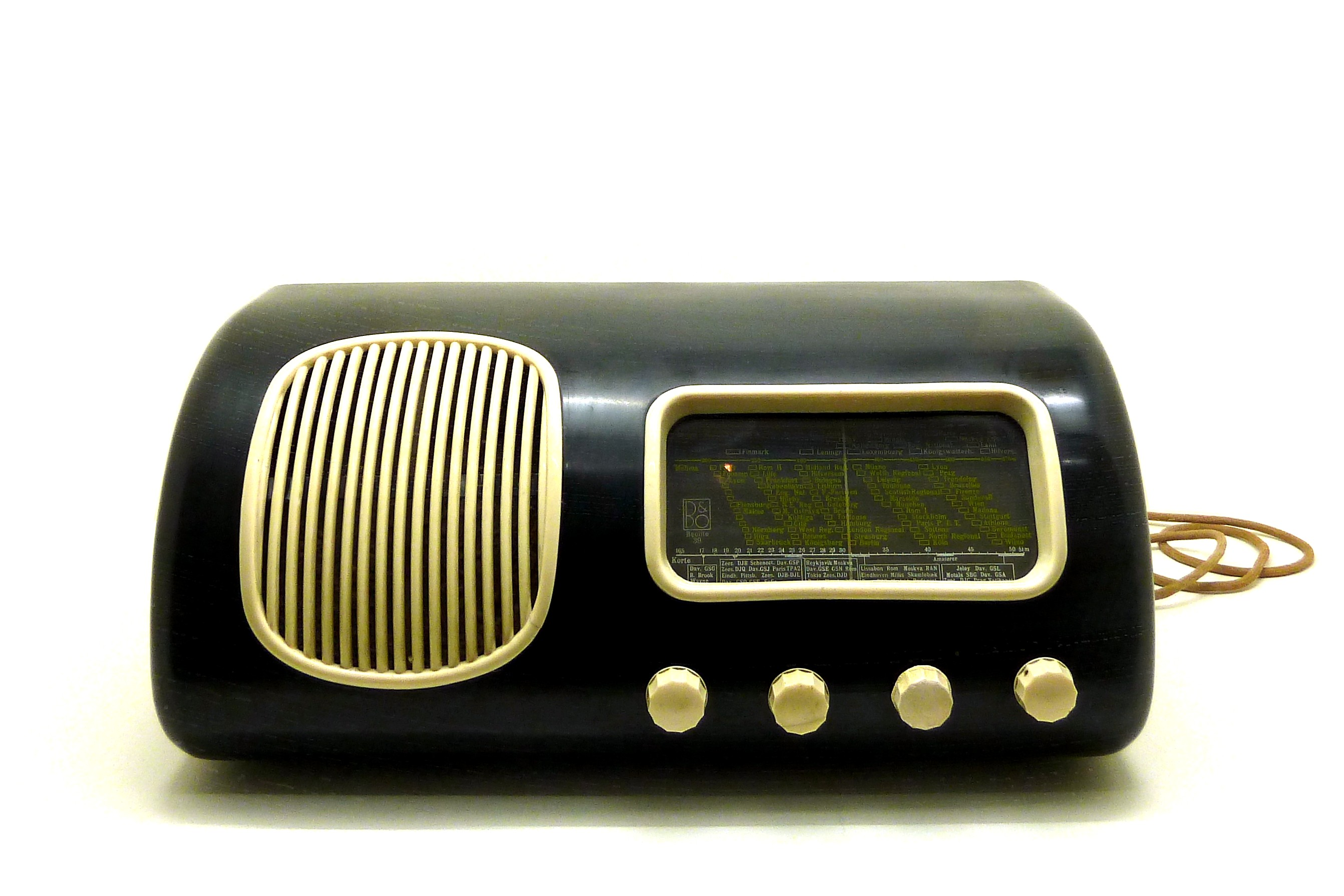
Designový radiopřijímač Beolit 39 firmy Bang & Olufsen, bakelit a karbamid, (1939)

- Bakelite Museum sídlí ve Willitonu, v hrabství Somerset, ve Anglii.
- Virtuální muzeum bakelitu sídlí v Gentu[1]
- Největší sbírku bakelitu v České republice spravuje Národní technické muzeum v Praze[2], další sbírky mají např. Technické muzeum v Brně, Národní muzeum (oddělení novodobých českých dějin), designové předměty a šperky sbírá Uměleckoprůmyslové museum v Praze.
- Na Slovensku má největší sbírku bakelitu Slovenské technické múzeum v Košicích[3][nenalezeno v uvedeném zdroji]